# Theodor Vahlen
Karl Theodor Vahlen (Viena, 30 de junho de 1869 — Praga, 16 de novembro de 1945) foi um matemático alemão.

## Obras
- Konstruktionen und Approximationen in systematischer Darstellung, Teubner 1911
- Ballistik, Berlin, de Gruyter, 1922, 2. Edição 1942
- Deviation und Kompensation, Vieweg 1929
- Rationale Funktion der Wurzeln, symmetrische und Affektfunktionen, Encyklopädie der mathematischen Wissenschaften, Volume 1-1, 1899
- Arithmetische Theorie der Formen, Enzyklopädie der mathematischen Wissenschaften, Volume 1-2, 1900
- Abstrakte Geometrie. Untersuchungen über die Grundlagen der euklidischen und nicht-euklidischen Geometrie, Leipzig 1905, 2. Edição 1940, Deutsche Mathematik, Beiheft 2
- Die Paradoxien der relativen Mechanik, Leipzig 1942, Deutsche Mathematik, Beiheft 3